# Marcello Trotta
Marcello Trotta (ur. 29 września 1992 w Santa Maria Capua Vetere) – włoski piłkarz występujący na pozycji napastnika we włoskim klubie Frosinone Calcio. Były młodzieżowy reprezentant Włoch.
Wychowanek Fulham F.C., w swojej karierze grał także w takich zespołach jak Wycombe Wanderers F.C., Watford F.C., Brentford F.C., Barnsley F.C., US Avellino 1912, US Sassuolo Calcio oraz FC Crotone. 25 stycznia 2019 podpisał kontrakt z włoskim klubem Frosinone Calcio.